# A hasszium izotópjai
A hassziumnak (Hs) nincs stabil izotópja, így standard atomtömege nem adható meg.

## Táblázat
| Az izotóp jele | Z(p)                | N(n)                | Az izotóp tömege (u) | felezési idő                     | magspin | jellemző izotóp- összetétel (móltört) | természetes ingadozás (móltört) |
| Az izotóp jele | gerjesztési energia | gerjesztési energia | gerjesztési energia  | felezési idő                     | magspin | jellemző izotóp- összetétel (móltört) | természetes ingadozás (móltört) |
| -------------- | ------------------- | ------------------- | -------------------- | -------------------------------- | ------- | ------------------------------------- | ------------------------------- |
| 263Hs          | 108                 | 155                 | 263,12856(37)#       | 1# ms                            | 7/2+#   |                                       |                                 |
| 264Hs          | 108                 | 156                 | 264,12839(5)         | 540(300) µs                      | 0+      |                                       |                                 |
| 265Hs          | 108                 | 157                 | 265,13009(15)#       | 2,1(3) ms [2,0(+3−2) ms]         | 9/2+#   |                                       |                                 |
| 265mHs         | 300(70) keV         | 300(70) keV         | 300(70) keV          | 0,780(0,15) ms [0,75(+17−12) ms] | 3/2+#   |                                       |                                 |
| 266Hs          | 108                 | 158                 | 266,13010(31)#       | 2,7(10) ms [2,3(+13−6) ms]       | 0+      |                                       |                                 |
| 267Hs          | 108                 | 159                 | 267,13179(11)#       | 52(+13−8) s ms                   | 3/2+#   |                                       |                                 |
| 268Hs          | 108                 | 160                 | 268,13216(44)#       | 2# s                             | 0+      |                                       |                                 |
| 269Hs          | 108                 | 161                 | 269,13406(13)#       | 9,7(+99−33) s                    |         |                                       |                                 |
| 270Hs          | 108                 | 162                 | 270,13465(31)#       | 3,6(+8−14) s                     | 0+      |                                       |                                 |
| 271Hs          | 108                 | 163                 | 271,13766(36)#       | 40# s                            |         |                                       |                                 |
| 272Hs          | 108                 | 164                 | 272,13905(62)#       | 40# s                            | 0+      |                                       |                                 |
| 273Hs          | 108                 | 165                 | 273,14199(89)#       | 50# s                            | (3/2+)# |                                       |                                 |
| 274Hs          | 108                 | 166                 | 274,14313(70)#       | 1# perc                          | 0+      |                                       |                                 |
| 275Hs          | 108                 | 167                 | 275,14595(77)#       | 0,15(+27−6) s                    |         |                                       |                                 |
| 276Hs          | 108                 | 168                 | 276,14721(89)#       | 1# h                             | 0+      |                                       |                                 |
| 277Hs          | 108                 | 169                 | 277,14984(78)#       | 40(30) perc                      | 3/2+#   |                                       |                                 |

## Fordítás
- Ez a szócikk részben vagy egészben az Isotopes of hassium című angol Wikipédia-szócikk ezen változatának fordításán alapul.  Az eredeti cikk szerkesztőit annak laptörténete sorolja fel. Ez a jelzés csupán a megfogalmazás eredetét és a szerzői jogokat jelzi, nem szolgál a cikkben szereplő információk forrásmegjelöléseként.